# Episodi di So Weird - Storie incredibili (prima stagione)
La prima stagione della serie televisiva So Weird - Storie incredibili è stata trasmessa in anteprima negli Stati Uniti d'America da Disney Channel tra il 18 gennaio 1999 e il 26 aprile 1999.
| nº | Titolo originale | Titolo italiano | Prima TV USA     | Prima TV Italia |
| -- | ---------------- | --------------- | ---------------- | --------------- |
| 1  | Family Reunion   |                 | 18 gennaio 1999  |                 |
| 2  | Web Sight        |                 | 18 gennaio 1999  |                 |
| 3  | Memory           |                 | 8 febbraio 1999  |                 |
| 4  | Sacrifice        |                 | 1º febbraio 1999 |                 |
| 5  | Escape           |                 | 8 febbraio 1999  |                 |
| 6  | Simplicity       |                 | 15 febbraio 1999 |                 |
| 7  | Angel            |                 | 22 febbraio 1999 |                 |
| 8  | Strangeling      |                 | 1º marzo 1999    |                 |
| 9  | Rebecca          |                 | 15 marzo 1999    |                 |
| 10 | Tulpa            |                 | 29 marzo 1999    |                 |
| 11 | Singularity      |                 | 5 aprile 1999    |                 |
| 12 | Lost             |                 | 12 aprile 1999   |                 |
| 13 | Will 'O the Wisp |                 | 26 aprile 1999   |                 |